# Otto Beckers
Otto Beckers (* 7. Oktober 1879 in Rheydt; † 29. Oktober 1944 in Bad Godesberg) war ein preußischer Gymnasiallehrer und Studienrat.

## Leben
Beckers wurde  nach einem Studium von Deutsch und modernen Sprachen am 15. Oktober 1904 an der Universität Göttingen zum Dr. phil. promoviert. Er unterrichtete u. a. ab dem 1. April 1908 am Königlichen Realgymnasium in Remscheid, ab dem 1. Oktober 1913 am Gymnasium von Traben-Trarbach und zulelzt in Bonn.

## Schriften (Auswahl)
- Das Spiel von den zehn Jungfrauen und das Katharinenspiel. Marcus, Breslau 1905, d-nb.info
- Artikel in der Zeitschrift Deutsches Philologen-Blatt: Korrespondenz-Blatt für den akademisch gebildeten Lehrerstand
Online-Ressource an der Bibliothek für Bildungsgeschichtliche Forschung: bbf.dipf.de
  - Schulelend und kein Ende! 1911
  - Das Alumnatswesen und der Oberlehrerstand. 1917
  - Wünsche für unsere Lehrerbüchereien. 1921
  - Ein Vorschlag zur Besserung unserer wirtschaftlichen Lage. 1921